# Банниковская
Гарнитура Банниковская — шрифтовая гарнитура, созданная Галиной Андреевной Банниковой в 1950 году. Одна из оригинальных (не имеющих латинического прототипа) гарнитур, использовавшихся в Советском Союзе при издании художественной литературы, поэзии, книг по искусству.
Гарнитура создана на основе тщательного изучения автором первых русских шрифтов петровского времени и европейских шрифтов эпохи Возрождения. Банникова создала первый оригинальный кириллический шрифт антиквенного типа, предназначенный для набора художественной литературы. Шрифт сложно моделирован, его рисунок точно выверен, причём курсивное и полужирное начертания проработаны с той же тщательностью, что и основное. Одна из самых характерных черт шрифта — наплывы в овальных элементах букв, расположенные не симметрично, а несколько смещённо: в левой половине овала — вниз, в правой — вверх. Обилие таких каплевидных наплывов придаёт шрифту динамический, «летящий» характер. В оригинальной и усложненной форме многих букв заметно влияние петровского гражданского шрифта XVIII века (например, в буквах Б, Д, Ж, 3, К, Л, Р, Ц, Щ, Э), но его черты своеобразно переработаны и облегчены. Все эти особенности придают Банниковской гарнитуре нарядность, декоративность и вместе с тем изящность, лёгкость и романтизм. В ней очень хорошо выдержан баланс между изяществом и удобочитаемостью. Заметно также, что нижняя часть латинских K, y повторяет форму К, у, характерную для кириллицы, а не для латиницы, что обычно бывает наоборот при непрофессиональной кириллизации латинских шрифтов.
На Всесоюзной выставке книги, графики и плаката в 1957 году за создание гарнитуры Г. А. Банниковой был присуждён диплом Первой степени.
Банниковская гарнитура была оцифрована Любовью Кузнецовой (студия ПараТайп) в 2001 году и теперь также известна под названием «Bannikova».
Следует заметить, что рисунок этой гарнитуры, как и большинства антикв, слишком сложен для отображения на мониторе малым размером (менее 20 пикселей) и плохо поддаётся сглаживанию ClearType, поэтому на веб-страницах её можно применять только в заголовках. На печати же, напротив, она хорошо выглядит даже в очень мелком кегле (6—7).